# Djamila l'Algérienne
Djamila l'Algérienne (àrab: جميلة, Jamīla) és una pel·lícula històrica egípcia de 1958 sobre una de les figures més importants de la història de la Guerra d'independència d'Algèria (1954-1962), Djamila Bouhired. Va ser produïda per Youssef Chahine i escrita per Ali al-Zarqani i Naguib Mahfuz. La pel·lícula no només destaca la història d'una important dona revolucionària, sinó que també mostra la lluita del poble algerià contra l'ocupació militar francesa. És protagonitzada per Magda al-Sabahi, Salah Zulfikar i Ahmed Mazhar en els papers principals.
Djamila l'Algérienne és la primera i única narrativa cinematogràfica centrada únicament en el paper de les dones algerianes en la revolució de 1954. La pel·lícula es va estrenar només un any després de la tortura i la detenció de Djamila Bouhired, i va ser prohibida pel govern algerià durant dècades. Malgrat això, la primera pel·lícula explícitament política de Chahine va impulsar una àmplia solidaritat amb la resistència algeriana arreu del món àrab, començant per Egipte. Djamila l'Algérienne figura entre les 100 millors pel·lícules de la història del cinema egipci.

## Argument
DJamila és una jove algeriana que viu amb el seu germà Hadi i l'oncle Mustafà a la Casbah, el barri antic de la ciutat d'Alger, durant l'ocupació francesa d'Algèria, on és testimoni de la injustícia, la tirania i la crueltat desencadenada sobre els seus compatriotes per part dels soldats francesos. Encara que des del principi es pregunta si els recursos del seu país pertanyen realment al poble d'Algèria, l'esperit nacionalista de Djamila es desperta realment quan veu com les forces franceses ocupen la universitat i intenten arrestar la seva companya de classe Amina, amb motiu de la seva implicació amb una organització de resistència algeriana, qui es suïcida ingerint verí. Poc després, el destacat líder guerriller algerià Yusef es refugia a casa seva i llavors s'adona que el seu amic Azzam i el seu oncle Mustafà formen part d'aquesta xarxa anticolonial de combatents rebels.
Després d'insistir a unir-se a les files dels guerrillers algerians, el seu oncle la connecta amb el Front Nacional d'Alliberament (FLN). Una sèrie d'esdeveniments il·lustren la participació de Djamila en operacions militants contra les forces d'ocupació franceses abans que finalment sigui ferida i capturada pel coronel francès Béjart. La resta de la pel·lícula se centra en la tortura física i psicològica que pateix per negar-se a revelar els noms dels altres guerrillers. Finalment, malgrat els esforços del seu advocat francès, Djamila és condemnada a mort després d'un brutal interrogatori.

## Crítica
Mentre que el film de 1966 La Battaglia di Algeri, estrenada vuit anys després de la pel·lícula de Chahine, retrata una iconografia de gènere i una tergiversació de la mujahidat (lluitadores per la llibertat), Djamila l'Algérienne és considerada la primera i única pel·lícula a centrar-se únicament en el paper de les dones. De fet, Djamila Bouhired és una de les tres dones que apareixen breument a La Battaglia di Algeri.
La pel·lícula es va estrenar durant l'era nasserista d'Egipte, quan la culminació del sentiment panàrab va permetre a cineastes com Chahine assumir la producció a gran escala de projectes que retratessin positivament líders àrabs revolucionaris com Nasser. Amb la signatura del govern del pacte de no alineació de 1955, la nacionalització egípcia del canal de Suez el 1956 i la revolució algeriana, el context va permetre a Chahine contribuir al discurs anticolonial i indígena del Tercer Món que es mostra a la pel·lícula.
Malgrat que la pel·lícula va ser fonamental per a sumar el suport d'altres països àrabs contra els francesos, va ser prohibida a Algèria tant sota l'ocupació francesa com després de la independència. Alguns creuen que això es va deure al matrimoni de Djamila Bouhired amb l'advocat francès Jacques Vergès, però d'altres creuen que va ser una tàctica del govern algerià per a silenciar encara més tant el paper heroic de la dona en la revolució com la posada en relleu de la violació i la tortura en la seva vida.